# Думитрашко, Константин Данилович
Константин Данилович Думитрашко (укр. Костянтин Данилович Думитрашко; 1814, Золотоноша — 25 апреля 1886) — украинский педагог, проповедник, писатель, поэт, переводчик и фольклорист. Автор первоначальных слов городского украинского романса «Чёрные брови, карие очи».

## Биография
Родился в семье золотоношского протоиерея. Окончил Полтавскую духовную семинарию и Киевскую духовную академию (1839). Магистр богословия. По окончании академии, в течение 25 лет был профессором Киевской духовной семинарии. В 1870 году был избран секретарём совета Киевской духовной академии, с 1872 — там же библиотекарем.
Умер Константин Думитрашко в 1886 году. Похоронен на Киевском историческом Щекавицком кладбище.

## Творчество
Начало литературной деятельности К. Думитрашко приходится на 1830-е годы. Он автор бурлескно-юмористической поэмы, переработанной с древнегреческого языка «Батрахомиомахия» («Жабомышодракивка с греческого языка
на казацкий выворот на швидку нитку перештопана», Спб. 1859 г.), ряда легенд, баллад, переводил с немецкого языка (одним из первых взялся за перевод трагедии «Фауст» Гёте).
В его стихотворениях применены все размеры тонического стихосложения: ямб, хорей и др.
Его стихотворение «К карим глазам», написанная в 1854 году получила широкую популярность и стала украинской народной песней.
К. Думитрашко был известен также как автор статей в духовных периодических изданиях, по фольклору, на историко-литературные и морально-этические темы («Святочные колядки и стихи», «Иван-Купала» и другие). Его записи народных песен и дум опубликовал М. А. Максимович в «Сборнике украинских песен» (1849) . Ему принадлежат работы по истории украинской литературы. В журнале «Маяк» 1843 г. он поместил три стихотворения (под псевдонимом К. Д. Копытько)
Занимался также музыкой и живописью.

## Избранная библиография
- Поучение св. Дмитрия Ростовского, как пособие для нынешних проповедников. (Руководство для сельских пастырей), 1860, ч. III, № 41.
- Замечания о церковной проповеди для простого народа 1861. там же, т. II. ч. 20;
- Отношение обучения детей грамоте к пастырскому учительству 1861 т. IV, № 35;
- Особенности церковного произношения — 1862 т. II, № 23;
- Несколько слов о малороссийских сочинениях духовного содержания, 1863. т. III, № 35,
- Историческое сведение о жизни и трудах митрополита киевского Евгения Болховитинова, 1867, № 51.
- Об импровизации в церковной проповеди, 1869, № 11 и 41;
- О книге митрополита киевского Арсения: «Изъяснение божественной литургии», 1874. т. II, № 22 и др.

## Текст песни «Чёрные брови, карие очи»
Чёрные брови, карие очи -

Темная ночь вы и солнечный день.

Кто научил вас рвать сердце на клочья,

Кто научил завлекать вас людей?

И нет здесь вас рядом - в глазах вы всё время,

В душу  плывёт и плывёт этот свет. 

Может, полны вы   дурманного  зелья,

Колдуньи  вы, очи? - Не ведом ответ. 

Чёрные брови,  ленточки шелка,

Всё мне смотреть да смотреть бы на вас. 

Чёрные очи,  как же мне  очень 

Нужен  по жизни  этот анфас!

Чёрные брови, карие очи -

Страшен бывает ваш омут подчас:  

Глаза не сомкнутся  ни  днем и ни ночью -

Всё  из-за  дум моих, очи, о вас.

                           Перевод с украинского Е. Ратков
Чорнії брови, карії очі,

Темні,  як нічка, ясні, як день!

Ой очі, очі, очі дівочі,

Де ж ви навчились зводить людей?	

Вас і немає, а ви мов тута,

Світите в душу, як дві зорі.

Чи в вас улита якась отрута,

Чи, може, справді ви знахарі?

Чорнії брови - стрічки шовкові,

Все б тільки вами я любувавсь-

Карії очі, очі дівочі,

Все б тільки я дивився на вас.

Чорнії брови, карії очі!

Страшно дивиться підчас на вас:

Не будеш спати ні  вдень, ні  вночі,

Все будеш думать, очі, про вас.